# Takafumi Kanazawa
Takafumi Kanazawa (金澤 崇文 Kanazawa Takafumi?), född 25 april 1981 i Ibaraki prefektur, är en japansk före detta fotbollsspelare.
Kanazawa började sin karriär 2004 i Ventforet Kofu. Efter Ventforet Kofu spelade han för Mito HollyHock och Grulla Morioka. Han avslutade karriären 2009.